# 関本郁夫
関本 郁夫（せきもと いくお、1942年7月18日 - ）は、日本の脚本家・映画監督。京都府京都市出身。日本映画監督協会会員。日本画家の木村了子は長女。

## 来歴
京都の工務店の長男に生まれる。家では工務店の後継にするつもりだったが、本人は継ぐのを嫌ったという。
京都市立伏見工業高等学校建築科を卒業後1961年、東映京都撮影所製作部美術課に入社。美術課では本人が嫌だったという大工仕事ばかりで異動を希望し、製作部に異動、製作事務を担当。そこで多くの台本に目を通すうち「これなら自分にも書けそう」と思って脚本を書き始め、その脚本を当時京都撮影所所長だった岡田茂に読んでもらっていたという。
その後京都撮影所では映画業界斜陽化のこともあって、助監督を大量にNET（現・テレビ朝日）に出向させた影響で助監督不足になり、その穴埋めのような形で演出部に転属し、1973年に監督デビュー。初めて監督を務めた映画は『女番長 玉突き遊び』。しかし同作品で、主演の叶優子が撮影中に重傷を負ったことで製作が中断、公開も延期になった。後に監督を務めた『女番長 タイマン勝負』の方が先に公開され、この約9か月後に『玉突き遊び』の方も公開された。そのため、デビュー作品が2本存在するということになっている。これと並行して、映画・テレビドラマなどの脚本を執筆している。
1983年に東映を退社し、フリーになってしばらくは東映作品から遠ざかり、松竹・にっかつ作品、テレビドラマを手がける。そして『東雲楼 女の乱』にて東映作品に復帰する。以後は、プログラムピクチャー専門だった往年とは一転して大作を次々に監督。女性の恋の情念の描写では評価が高い。
1996年には、第17回ヨコハマ映画祭特別大賞を受賞。
現在は、映画「およう」のロケ地で訪れたことの縁で、長野県上田市に移住している。

## 作品

### 映画（監督作）
※は脚本を共作
- 女番長 タイマン勝負 (1974年、東映)
- 女番長 玉突き遊び (1974年、東映)
- 札幌・横浜・名古屋・雄琴・博多 トルコ渡り鳥 (1975年、東映)
- 好色元禄㊙物語 (1975年、東映)
- 暴走パニック 大激突（1976年、東映 B班監督）
- 脱走遊戯 (1976年、東映) ※
- 大奥浮世風呂 (1977年、東映)
- 処女監禁 (1977年、東映)
- 天使の欲望 (1979年、東映)
- ダンプ渡り鳥 (1981年、東映) ※
- 女帝 (1983年、ヴァンフィル)
- 団鬼六 縄責め （1983年、にっかつ)
- 団鬼六 緊縛卍責め （1985年、にっかつ）
- 徳川の女帝 大奥 (1988年、にっかつ） ※
- クレイジーボーイズ (1988年、松竹) ※
- のぞみ♡ウィッチィズ (1990年、エクセレント・クリエイティブ)※
- 東雲楼 女の乱 (1994年、東映)
- 極道の妻たち 赫い絆 (1995年、東映)
- 残侠 ZANKYO (1999年、東映 / 映画「残侠」上映実行委員会)
- 極道の妻たち 赤い殺意 (1999年、TBS / 東映ビデオ / 高田事務所)
- 極道の妻たち 死んで貰います (1999年、TBS / 東映ビデオ / 高田事務所)
- 極道の妻たち リベンジ (2000年、TBS、東映ビデオ、高田事務所)
- 女侠 夜叉の舞い (2000年、ピイ・アンド・ピイ・プロ)
- 極道の妻たち 地獄の道づれ (2001年、東映ビデオ)
- およう (2002年、映画「およう」製作委員会[5][6])
- スクールウォーズ HERO (2004年、スクール・ウォーズ HERO製作委員)

### テレビドラマ
- ザ・スーパーガール （テレビ東京）
- 大激闘 マッドポリス'80 （日本テレビ / 東映）
- 柳生あばれ旅（テレビ朝日 / 東映）
- 必殺仕事人III （ABC / 松竹）
- 柳生十兵衛あばれ旅 （テレビ朝日 / 東映）
- 大江戸捜査網 （テレビ東京）
- 影の軍団シリーズ （関西テレビ / 東映）
- 裸の大将シリーズ （関西テレビ / 東阪企画）
- 金田一耕助シリーズ （TBS / 東阪企画）
- 名奉行 遠山の金さん（テレビ朝日 / 東映）
- ニュー三匹が斬る（テレビ朝日 / 東映）
- 八百八町夢日記 （日本テレビ / ユニオン映画）
- はぐれ刑事純情派 （テレビ朝日 / 東映）
- はぐれ医者・お命預かります! （テレビ朝日 / 東映）
- 土曜ワイド劇場 推理小説作家・沢木麻沙子シリーズ （テレビ朝日 / 東映）
- 金曜エンタテイメント 京都女優シリーズ （フジテレビ）
- 舞妓さんは名探偵 （テレビ朝日 / 東映）
- さすらい署長風間昭平シリーズ （C.A.L. / BSジャパン）
- 金曜時代劇 逃亡 第4話 - 第6話 （2002年、NHK）

その他土曜ワイド劇場、火曜サスペンス劇場など多数

### 他
- 雑魚寝 （舞台朗読劇：2020年、ベンテンエンタテインメント）

「最後の監督作品」として作られる予定だったが、新型コロナウイルス騒動で頓挫したことで、朗読劇として舞台上演された。

## 著書
- 『映画人烈伝』青心社、1980年。
- 『映画人（かつどうや）烈伝（改訂版）』青心社、2002年。ISBN 978-4-8789-2241-1。
- 『映画監督放浪記』伊藤彰彦・塚田泉編、小学館スクウェア、2023年。ISBN 978-4-7979-8130-8。